# تكية فيروز كلا
تكية فيروز كلا (بالفارسية: تکیه فیروزکلا) هي تكية شيعية تاريخية تعود إلى القاجاريين، وتقع في فيروز كلا العليا.